# Le Coup de l'oreiller
Pour plus de détails, voir Fiche technique et Distribution.
Le Coup de l'oreiller (titre original : A Very Special Favor) est un film américain de Michael Gordon, sorti en 1965.

## Synopsis
Le riche et bel Américain Paul Chadwick, le « Don Juan » de l'industrie du pétrole, gagne son procès contre l'avocat français Michel Boullard en séduisant la juge du tribunal de Paris. Michel Boullard prend l'avion pour New York pour rendre visite à sa fille Lauren qu'il n'a pas vue depuis longtemps et, parmi les passagers, il retrouve Paul. Celui-ci lui propose de le dédommager pour compenser le procès perdu. À New York, Lauren exerce comme psychologue et M. Boullard découvre avec déplaisir qu'elle est devenue une vieille fille rigide et, de surcroît, fiancée avec Arnold Plum, un falot totalement dominé par sa mère. M. Boullard demande alors à Paul d'approcher sa fille afin de la séduire. 
Paul se fait passer pour un patient et la consulte sous le prétexte que, d'orientation gay, il est en permanence confronté aux avances des femmes. Se laissant prendre au subterfuge, et pour le protéger, Lauren lui propose de l'héberger dans son appartement pour se mettre à l'abri des femmes entreprenantes. Poursuivant son plan de séduction, Paul l'enivre en forçant sur le champagne et ils sont surpris à moitié déshabillés par la future belle-mère de Lauren qui brise les fiançailles. Michel Boullard compatit pour sa fille et lui dévoile le plan ourdi avec Paul. Il l'aide à mettre au point une contre-attaque pour faire sauter « l'ego de séducteur » de Paul sans discerner que ce dernier est très épris de Lauren. Lauren raconte donc à Paul qu'elle entretient une liaison avec un Espagnol et il s'en va noyer son chagrin dans l'alcool. 
Finalement, M. Boullard arrangera la situation en donnant la main de sa fille à Paul.

## Fiche technique
- Titre original : A Very Special Favor
- Titre français : Le Coup de l'oreiller
- Réalisation : Michael Gordon
- Scénario : Stanley Shapiro, Nane Monaster
- Direction artistique : Alexander Golitzen, Walter M. Simonds
- Décors : John McCarthy, John P. Austin
- Costumes : Yves Saint Laurent pour Leslie Caron
- Photographie : Leo Tover
- Son : Corson Jowett, Waldon O. Watson
- Montage : Russell F. Schoengarth
- Musique : Vic Mizzy
- Producteur : Stanley Shapiro
- Sociétés de production : The Lankershim Company, Universal Pictures
- Société de distribution : Universal Pictures
- Pays d’origine :  États-Unis
- Langue : anglais
- Format : couleur (Technicolor) — 35 mm — 1.85:1 — monophonique (Westrex Recording System)
- Genre : comédie
- Durée : 105 minutes
- Date de sortie : Suède : 2 août 1965
- Mention CNC : tous publics (visa d'exploitation no 30477)

## Distribution
- Rock Hudson : Paul Chadwick
- Leslie Caron : le docteur Lauren Boullard
- Charles Boyer : Michel Boullard
- Walter Slezak : Étienne, le restaurateur
- Dick Shawn : Arnold Plum
- Norma Varden : Mme Plum
- Marcel Hillaire : Claude, avocat français
- Jay Novello : René, autre avocat français
- Don Beddoe (non crédité) : M. Calvin Ruthledge